# Скандинавские охотники-собиратели

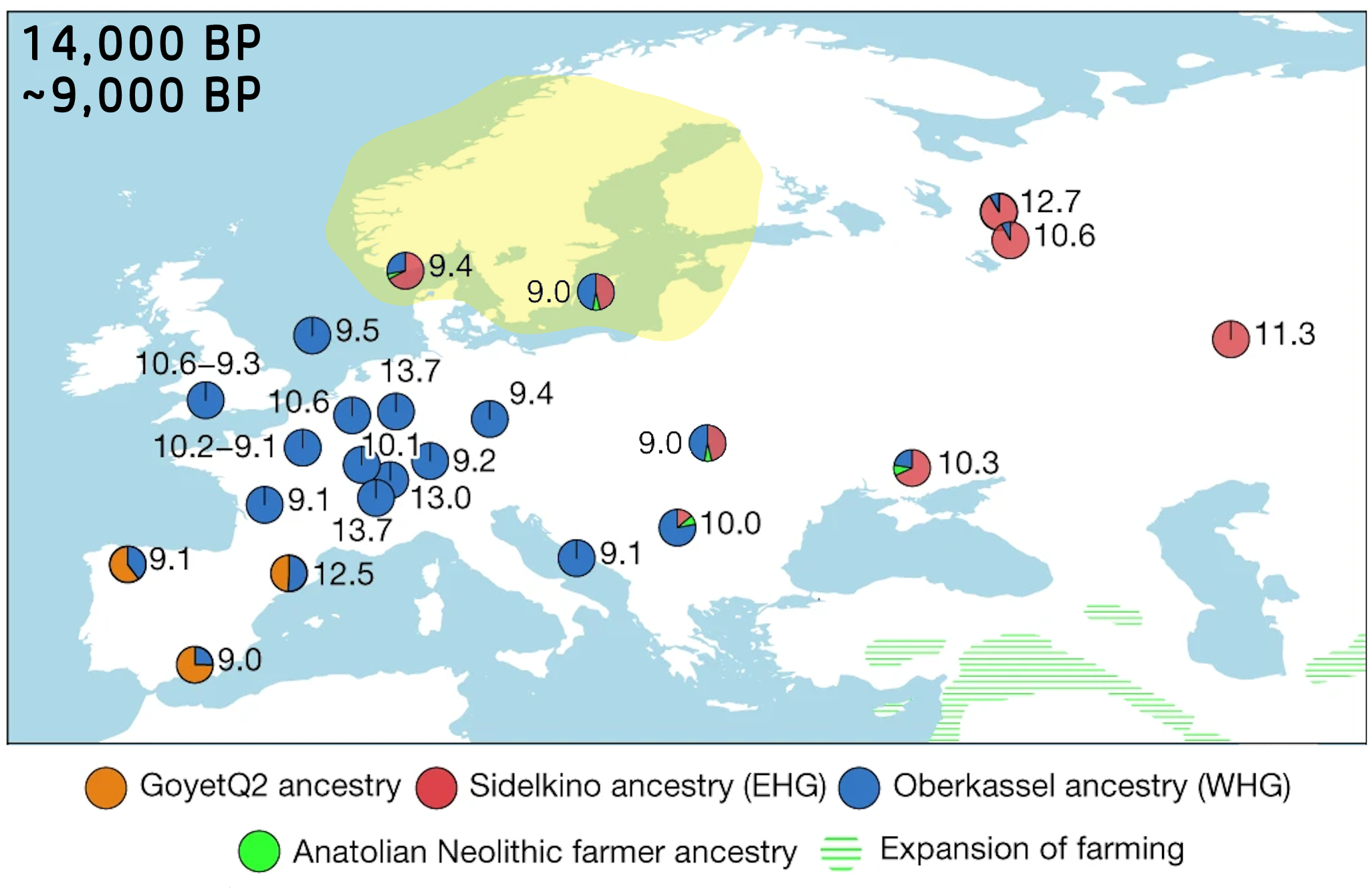
Генетическая родословная охотников-собирателей в Европе с 14 до 9 тысяч лет назад. Ареал скандинавских охотников-собирателей выделен жёлтым цветом.

Скандинавские охотники-собиратели (англ. Scandinavian hunter-gatherer (SHG)) — в археогенетике название предкового компонента, происхождение которого связано с мезолитическими охотниками и собирателями Скандинавии. Генетические исследования показывают, что скандинавские охотники-собиратели (СОС) были смесью западных охотников-собирателей (ЗОС), заселивших Скандинавию с юга в течение голоцена, и восточноевропейских охотников-собирателей (ВОС), которые позже пришли в Скандинавию с севера вдоль растаявшего норвежского побережья. В неолите они смешались с ранними европейскими земледельцами, а в энеолите — с западными степными скотоводами, перейдя на индоевропейский язык. Генетическая преемственность была обнаружена между СОС и представителями культуры ямочной керамики, и в определенной степени между СОС и современными северными европейцами. С другой стороны, саамы, как оказалось, не имеют отношения к культуре ямочной керамики.

## Исследование

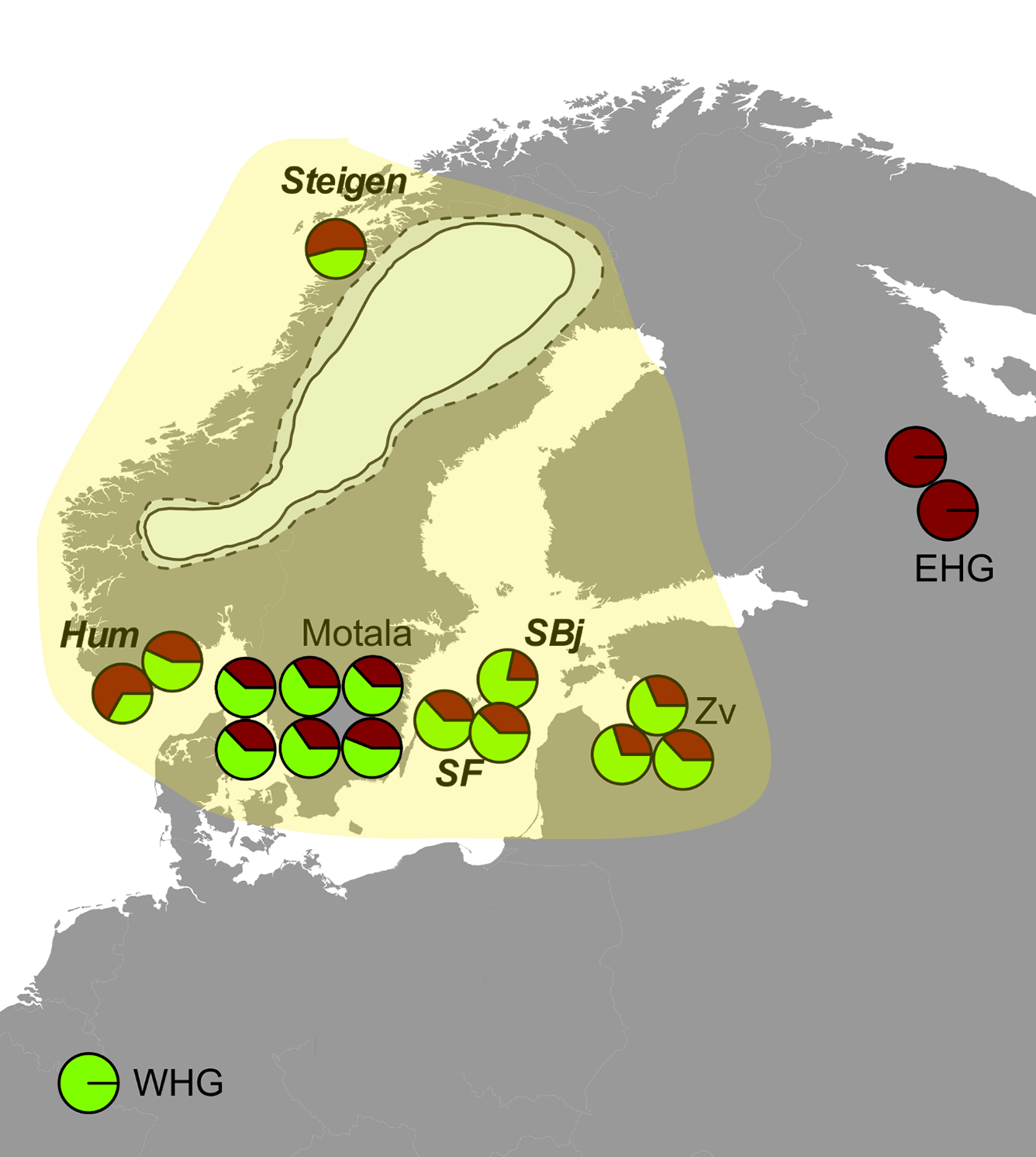
Генетические образцы из мезолитической Европы с пропорциями смешения западных и восточноевропейских охотников-собирателей.

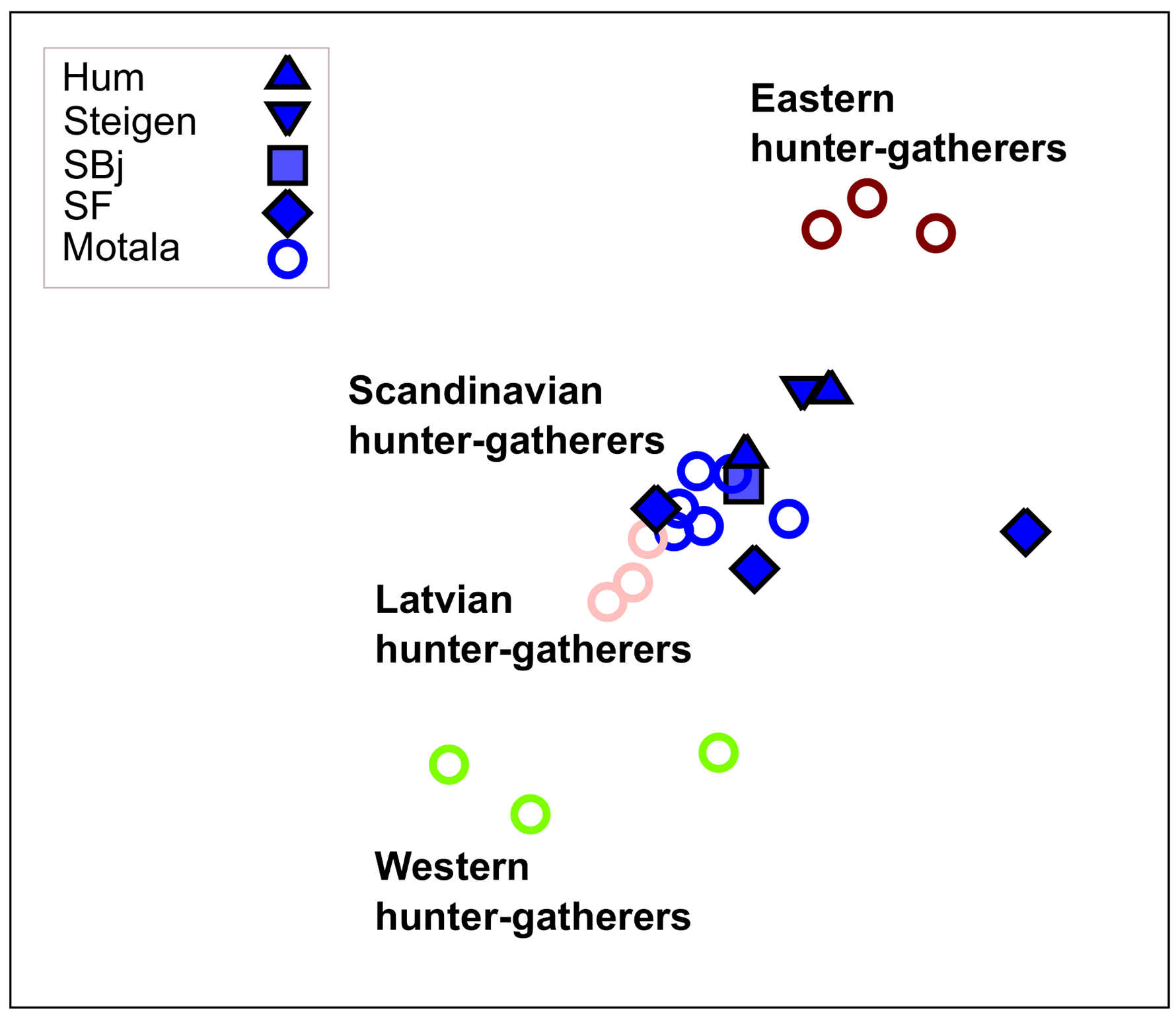
Генетические расстояния между образцами мезолитической Европы.

Скандинавские охотники и собиратели (СОС) были идентифицированы как отдельный компонент предков в исследовании, опубликованном в журнале Nature в 2014 году. Ряд останков исследовали в Мутала, Швеция, и отдельная группа останков 5000-летних охотников и собирателей культуры ямочной керамики. Культура ямочной керамики была идентифицированы как принадлежащая СОС. Человек из Муталы был идентифицирован как происходящий на 81 % из Западных охотников и собирателей (ЗОС) и на 19 % из древних североевразийцев.
В генетическом исследовании, опубликованном в журнале Nature в марте 2015 года, останки шести СОС были захоронены в Мутале примерно в период 6000 г. до н.э. и 5700 г. до н.э. Из четырех мужчин трое несли Y-ДНК I2a1 или различные ее субклады, а другой — I2c. Что касается мтДНК, четыре человека несли субклады U5a, а двое несли U2e1. Исследование показало, что СОС составляли одну из трех основных популяций охотников и собирателей Европы в течение голоцена. Двумя другими группами были ЗОС и ВОС (Восточные охотники и собиратели), между которыми СОС сформировали отдельный кластер. СОС, жившие между 6000 г. до н.э. и 3000 г. до н.э., оказались в значительной степени генетически однородными, с небольшими примесями, происходящими среди них в этот период. Было обнаружено, что ВОС более тесно связаны с СОС, чем ЗОС.
В генетическом исследовании, опубликованном в журнале Nature в ноябре 2015 года, шесть СОС из Муталы были подвергнуты анализу. Исследование показало возможность моделировать СОС как смесь ЗОС и ВОС. Похоже, что СОС существовали в Скандинавии только 5000 лет назад. Результаты исследований СОС оказались неожиданными. Было обнаружено, что СОС Муталы тесно связаны с ЗОС. В трех образцах гаплотипов, несущих производный аллель rs3827760 в гене EDAR, который сегодня распространен в Восточной Азии, но в значительной степени отсутствует в современной Европе за пределами Скандинавии. Однако этот гаплотип не имеет восточноазиатского происхождения. Было обнаружено, что большинство СОС Муталы имеют светлые аллели депигментации SLC45A2 и SLC24A5.
Генетическое исследование, опубликованное в журнале Nature в июле 2016 года, показало, что СОС представляют собой смесь ВОС и ЗОС. ЗОС, в свою очередь, были смесью ВОС и людей верхнего палеолита.
В генетическом исследовании, опубликованном в журнале PLOS Biology в январе 2018 года, были изучены останки семи СОС. Все три выделенных образца Y-ДНК принадлежали к субкладам I2. Что касается мтДНК, четыре образца принадлежали гаплотипам U5a1, а три образца — гаплотипам U4a2. Все образцы из Западной и Северной Скандинавии несли гаплотипы U5a1, тогда как все образцы из Восточной Скандинавии, кроме одного, несли гаплотипы U4a2. Авторы исследования предположили, что СОС произошли от популяции ЗОС, которая проникла в Скандинавию с юга, и от популяции ВОС, которая проникла в Скандинавию с северо-востока вдоль побережья Норвегии. Считается, что ЗОС, прибывшие в Скандинавию, принадлежали к аренсбургской культуре. Эти ЗОС и ВОС впоследствии смешались, и СОС постепенно приобрели свой особый генотип. СОС из западной и северной Скандинавии имели меньшее количество предков ВОС (примерно 49 %), чем люди из восточной Скандинавии (примерно 38 %).  Было обнаружено, что СОС обладают генетической адаптацией к окружающей среде высокой широты, включая высокую частоту вариантов с светлой пигментацией и гены, предназначенные для адаптации к холоду и физическим нагрузкам. СОС показали высокую частоту аллелей депигментации SLC45A2 и SLC24A5, а также OCA / Herc2, которые влияют на пигментацию глаз. Эти гены были гораздо реже среди ЗОС и ВОС.  В некоторых отношениях между СОС и современным населением Северной Европы была продемонстрирована удивительная преемственность. В частности, было обнаружено присутствие белка TMEM131 среди СОС и современных северных европейцев. Этот белок может участвовать в долгосрочной адаптации к холоду.
В генетическом исследовании, опубликованном в Nature Communications в январе 2018 года, были проанализированы останки женщины СОС в Мутале, Швеция, жившей между 5750 и 5650 годами до нашей эры. Было обнаружено, что она несла U5a2d и "существенное происхождение ДСЕ". Исследование показало, что мезолитические охотники и собиратели Прибалтики также несли высокие частоты аллелей HERC2, SLC45A2 и SLC24A5. Однако у них было меньше предков ВОС, чем у СОС. Обнаружена генетическая преемственность между СОС и культурой ямочной керамики эпохи неолита. Результаты дополнительно подтвердили предыдущее предположение о том, что СОС произошли от миграции ЗОС на север и последующей миграции ВОС на юг. Была обнаружена определенная степень преемственности между СОС и северными европейцами.

## Внешность

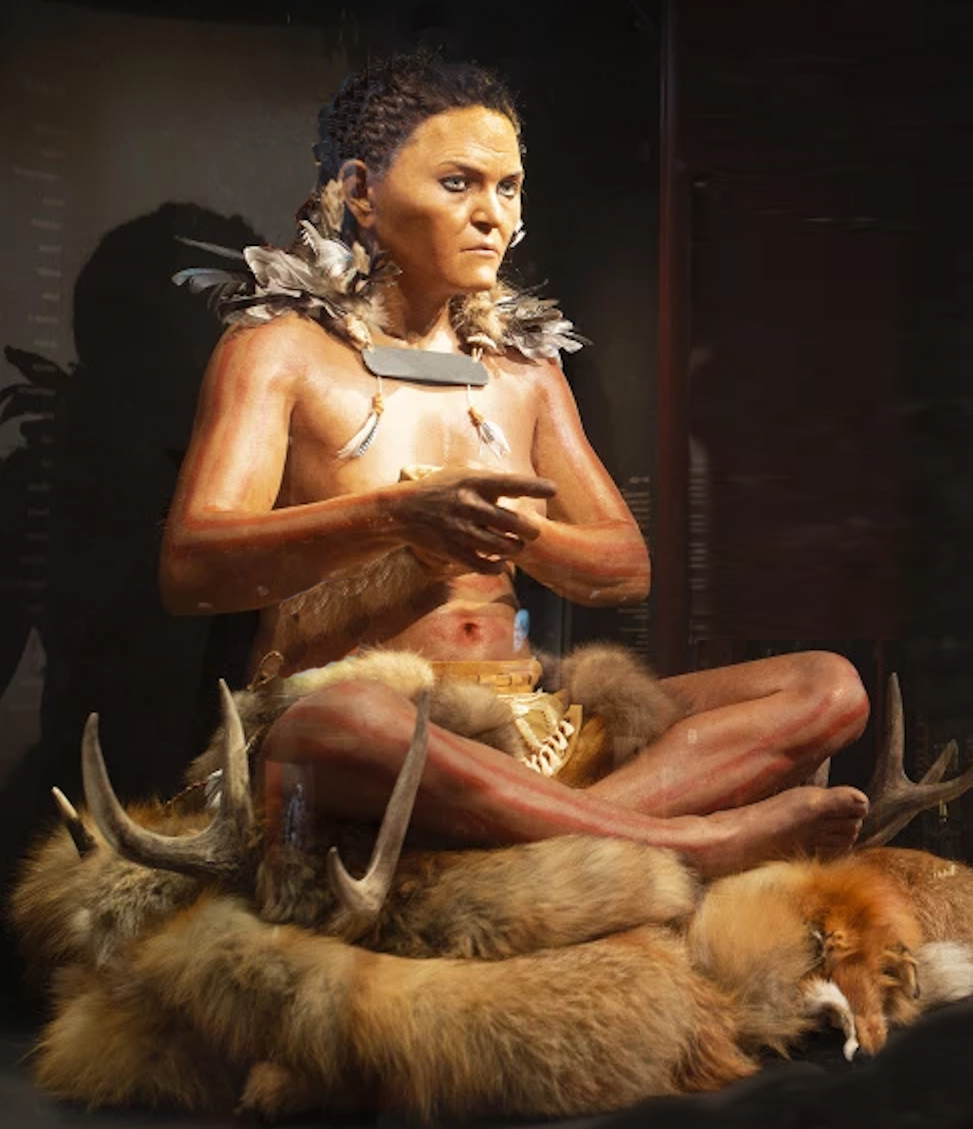
Реконструкция внешности женщины (юго-западная Швеция, ок. 5000 года до н. э.)

Геномные данные предполагают, что у СОС кожа немного темнее, чем у ВОС, но светлее, чем у ЗОС, и цвет глаз от голубого до светло-коричневого. Это разительно отличается от ЗОС и ВОС, которые, как считается, были голубоглазыми и темнокожими, кареглазыми и светлокожими, соответственно. На основе археологических и генетических данных шведский археолог Один Нильссон провел судебно-медицинские реконструкции как мужчин, так и женщин СОС.

## См также
Доисторическая Скандинавия